# Fresco de los boxeadores de Akrotiri

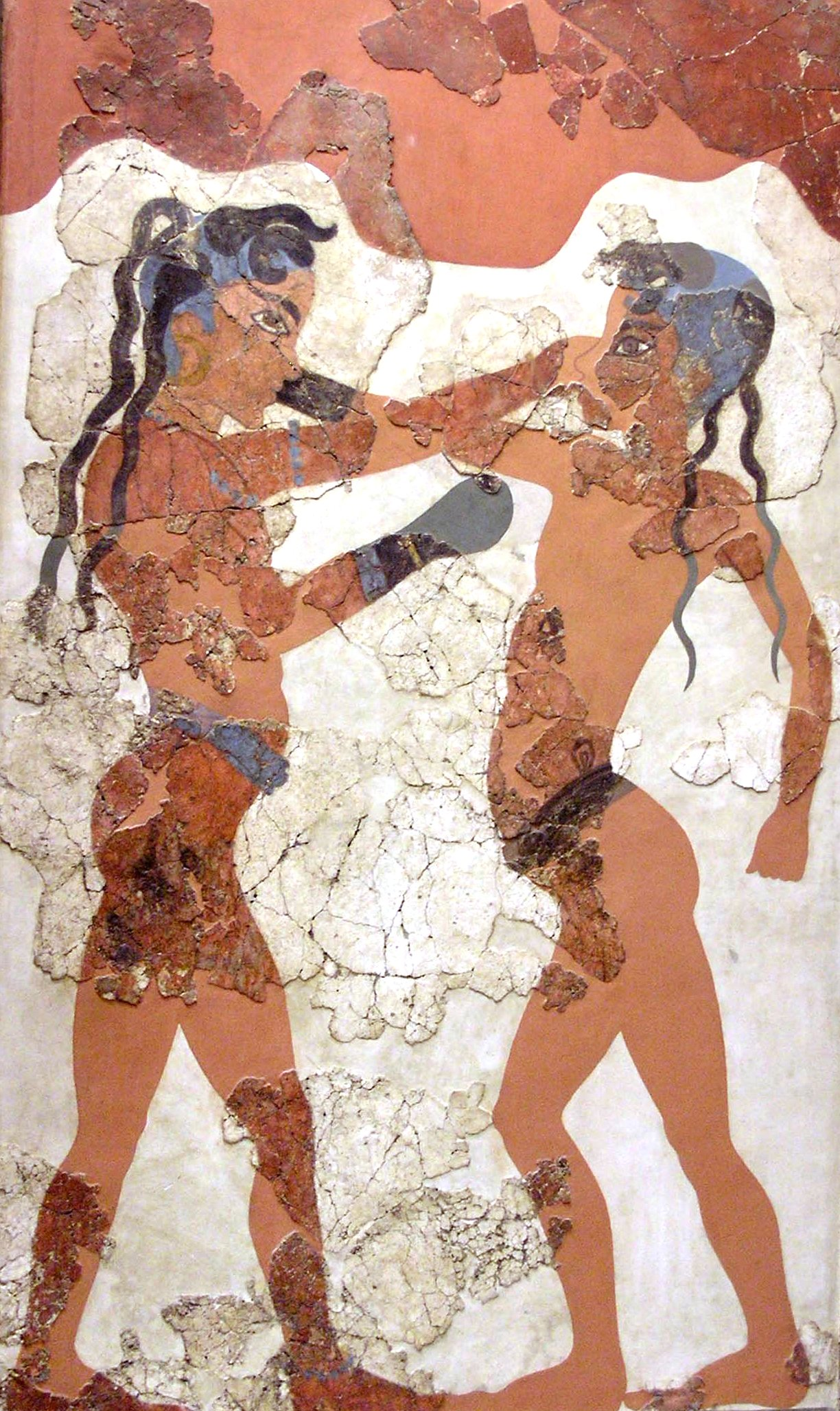
Fresco de los boxeadores de Akrotiri.

El Fresco de los boxeadores de Akrotiri, descubierto en 1967, es un fresco que muestra a dos niños que llevan guantes de boxeo y cinturones, realizado durante la Edad del Bronce, hacia 1700-1650 a. C. Entre 1639 y 1550 a. C., un desastroso terremoto, seguido por una fuerte erupción volcánica, cubrió la ciudad de Acrotiri con una gruesa capa de piedra pómez y ceniza, lo que resultó en la notable conservación de los frescos que adornaban múltiples edificios, incluyendo el Fresco de los boxeadores. Este fresco en particular fue descubierto en la habitación B1 del edificio Beta junto con el Fresco de los antílopes. Las cabezas rasuradas dejando algunos mechones largos indican la juventud de los chiquillos, mientras su tono de piel rojizo indica su género. El chico de la derecha está completamente desnudo excepto un cinturón, mientras que el chico a la izquierda porta joyas: pendientes de oro, collar, brazaletes y una tobillera todos de cuentas azules; un probable marcador de un estatus superior. Las figuras tienen una altura ligeramente superior al natural, con 1,75 m. Para crear tales frescos vibrantes, se aplicaba un suave enlucido a las paredes sobre el que después se pintaba. Es inseguro si se trata de una competición o simplemente entrenamiento.

## Erupción volcánica
La erupción volcánica en la isla de Thera, ahora conocida como Santorini, fue una de las mayores erupciones plinianas de los últimos 10.000 años, con una gama de 30-40 kilómetros cúbicos de roca expulsada. Una erupción de este tamaño probablemente generó un tsunami de más de 30 metros de altura, que recorrió el Mar Egeo diezmando las poblaciones costeras en su camino. Una erupción de tal calibre tuvo que provocar un fuerte impacto en el entorno y civilizaciones de la región, principalmente la minoica. La gruesa capa de piedra pómez y ceniza volcánica que cubrió la isla preservó mucho de la vida material de la ciudad de Acrotiri por miles de años. Como resultado, numerosas obras de arte minoicas, principalmente los frescos, fueron conservados como fragmentos, y han sido reensamblados por los arqueólogos. Estos frescos proporcionan a la sociedad moderna una visión inestimable de la vida cotidiana de los habitantes de las Cícladas a mediados del segundo milenio a. C.

## Deformidad espinal
El fresco de los Boxeadores de Acrotiri podría mostrar el primer ejemplo conocido de la historia de una deformidad relacionada con el deporte. El chico de la derecha parece sufrir espondilolistesis.

## Papel del boxeo en la sociedad minoica

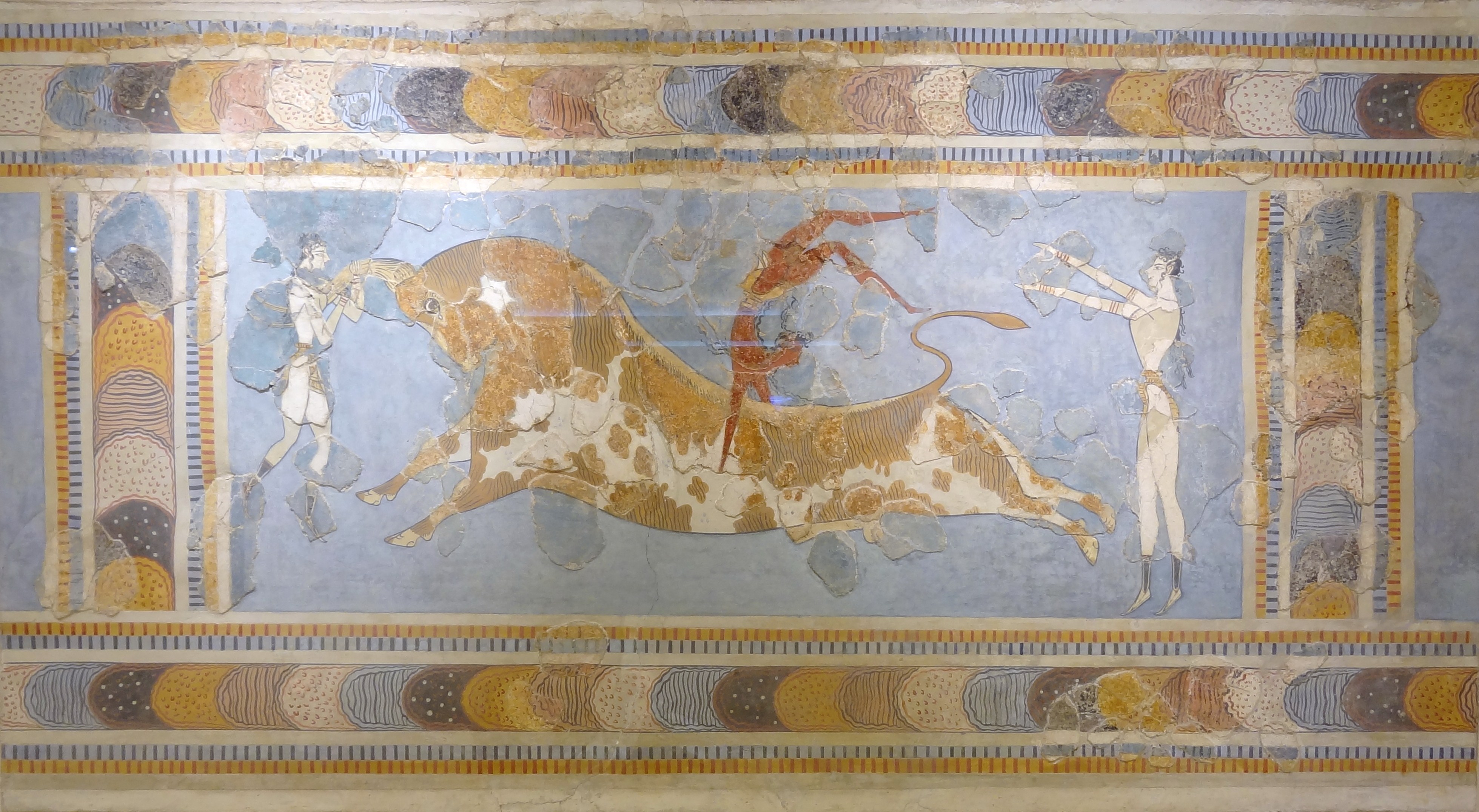
Fresco del salto del toro.

Los minoicos practicaban varios deportes, incluyendo lucha libre, el salto del toro, acrobacias, y naturalmente: boxeo. Esto es evidente en múltiples piezas artísticas, que van desde otros frescos, como el Fresco del salto del toro, a la cerámica. La juventud de las figuras en el fresco de Acrotiri insinúa que los atletas empezaban a entrenar muy temprano en la vida, sugiriendo que los deportes eran extremadamente importantes en la sociedad minoica. Incluso ha sido sugerido que el atletismo jugó una función religiosa en esta cultura debido a su práctica generalizada. La juventud de los atletas en muchas piezas indica que la competición atlética podría haber sido un rito de paso a la edad adulta para los minoicos. Aunque existe un gran debate académico sobre si los guantes que portan los niños estaban destinados a proporcionar protección para los huesos de la mano o para aumentar la cantidad de daño causado al adversario, está claro que con la excepción de guantes, joyas, y cinturones, los competidores usaban lo menos posible. Debido a la simplicidad del deporte, es muy posible que el boxeo se creara como medio para resolver disputas y finalmente evolucionara a una competición atlética.

## Cómo se hicieron los frescos
Para conseguir una coloración tan vibrante,  hay varias técnicas posibles. En el fresco húmedo- especialmente famoso por el arte del Renacimiento- una base de yeso o enlucido es aplicado a las paredes y luego se pinta encima mientras todavía está húmedo. En el arte minoico, los frescos a menudo emplearon otra técnica, conocida como fresco seco. Después de que el yeso y la pintura se secaran, a veces se utilizaba más pintura para añadir detalles, y se aplicaba con un agente aglutinante. Algunos frescos se crean enteramente con esta técnica. Los colores más comunes utilizados en los frescos antiguos eran verdes, azules, amarillos, blanco, rojo, y negro, todos derivados de minerales y más tarde fijados con material orgánico. Los patrones geométricos sugieren el uso de herramientas mecánicas para mejorar la exactitud de los diseños así como un sistema de cuadrícula para la proporcionalidad. Como es común en otras formas del arte griego arcaico como la cerámica, la piel de los varones es generalmente pintada rojiza mientras las mujeres son presentadas con piel blanca. En el Fresco de los boxeadores, el color de piel de los muchachos indica su género mientras sus cabezas parcialmente afeitadas indican que son todavía niños.